# Adam Heinz

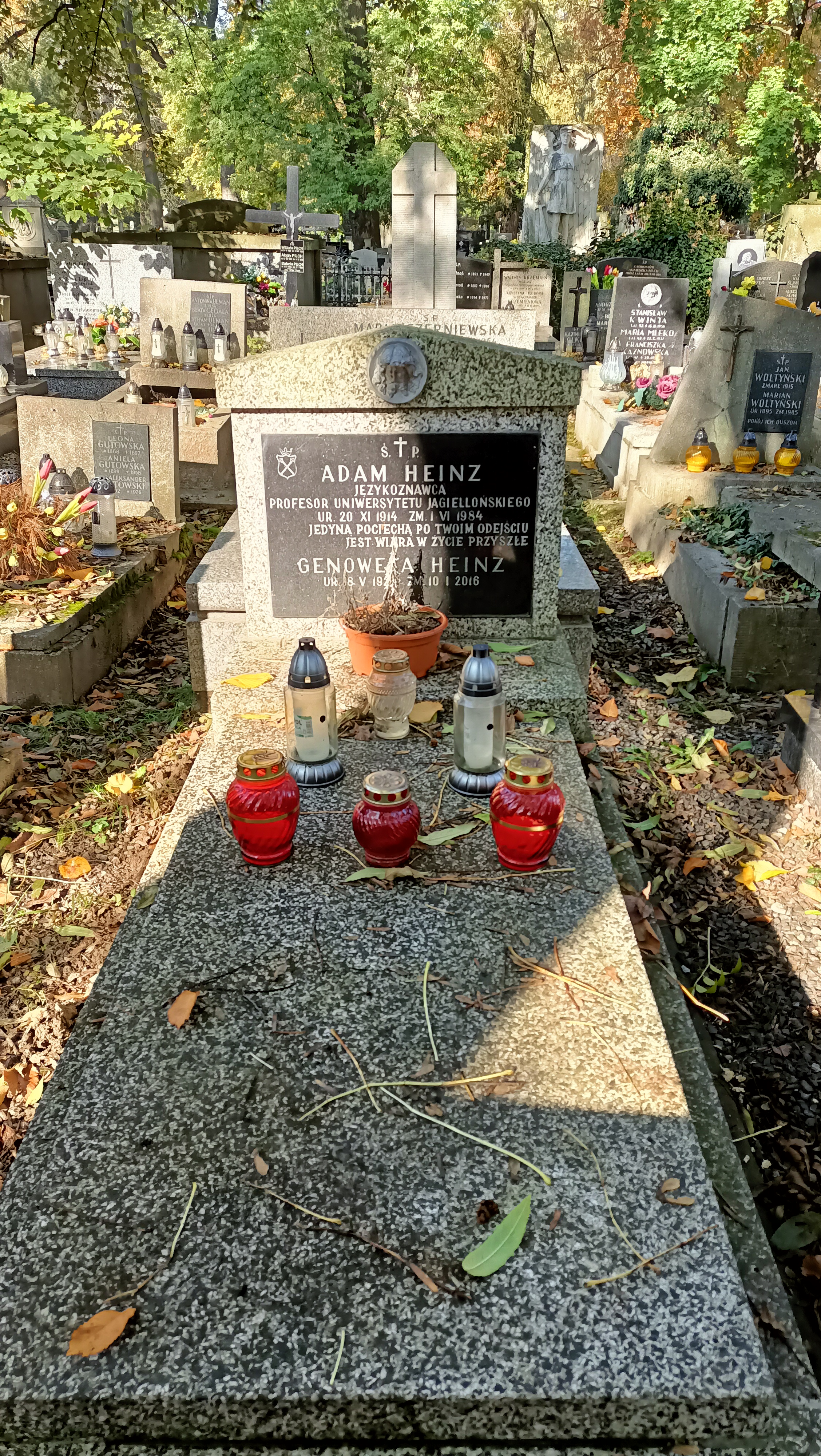
Grób Adama Heinza na Cmentarzu Rakowickim w Krakowie

Adam Heinz (ur. 20 listopada 1914 w Krakowie, zm. 1 czerwca 1984 tamże) – polski językoznawca specjalizujący się w językoznawstwie ogólnym i filologii klasycznej, profesor Uniwersytetu Jagiellońskiego. Uchodzi za jednego z najwybitniejszych polskich strukturalistów. 
W 1934 zdał maturę w Gimnazjum im. Bartłomieja Nowodworskiego. W latach 1934–1939 studiował na Uniwersytecie Jagiellońskim. W lutym 1945 został asystentem wolontariuszem przy Seminarium Indoeuropejskim na Wydziale Humanistycznym Uniwersytetu Jagiellońskiego. W 1946 uzyskał dyplom magistra filozofii w zakresie filologii klasycznej. W 1950 obronił przygotowaną pod kierunkiem Jana Safarewicza rozprawę doktorską pt. Indoeuropejskie pierwiastkowe nomina w łacinie w 1958 otrzymał nominację na docenta. W 1969 uzyskał tytuł profesora
nadzwyczajnego. W latach 1970–1972 pracował jako profesor kontraktowy językoznawstwa ogólnego i słowiańskiego na uniwersytecie w Nancy. Od października 1973 do śmierci w 1984 kierownik Katedry Językoznawstwa Ogólnego UJ. Wcześniej, w latach 1959–1970, profesor w Katedrze Językoznawstwa w Wyższej Szkole Pedagogicznej w Krakowie. Odznaczony został Złotym Krzyżem Zasługi, Krzyżem Kawalerskim Orderu Odrodzenia Polski, Medalem Komisji Edukacji Narodowej, a ponadto tytułem Zasłużonego Nauczyciela Polskiej Rzeczypospolitej Ludowej. Został pochowany na cmentarzu Rakowickim w Krakowie.

## Wybrane prace

### Twórczość własna
- Słownik terminologii językoznawczej (wspólnie ze Zbigniewem Gołąbem i Kazimierzem Polańskim) (1970)
- Dzieje językoznawstwa w zarysie (1978)
- Język i językoznawstwo: wybór prac (1988, pośmiertnie)

### Tłumaczenia
- N. S. Trubiecki Podstawy fonologii (1970)